# Semens
Semens (gaskognisch gleichlautend) ist eine französische Gemeinde mit 216 Einwohnern (Stand: 1. Januar 2022) im Département Gironde in der Region Nouvelle-Aquitaine (vor 2016 Aquitaine). Sie gehört zum Arrondissement Langon und zum Kanton L’Entre-deux-Mers. Die Einwohner werden Semensois genannt.

## Geographie
Die Gemeinde Semens liegt neun Kilometer nördlich von Langon im Weinbaugebiet Entre deux mers. Nordwestlich und nördlich der Gemeinde liegt Monprimblanc, östlich Saint-Germain-de-Grave, südöstlich Saint-André-du-Bois, südlich Saint-Maixant und Verdelais, südwestlich und westlich Sainte-Croix-du-Mont sowie westlich Gabarnac.

## Bevölkerungsentwicklung
| Jahr                       | 1962 | 1968 | 1975 | 1982 | 1990 | 1999 | 2008 | 2013 | 2020 |
| Einwohner                  | 180  | 172  | 176  | 130  | 148  | 170  | 189  | 190  | 220  |
| Quellen: Cassini und INSEE |      |      |      |      |      |      |      |      |      |

## Sehenswürdigkeiten
- Kirche Saint-Martin aus dem 12. Jahrhundert

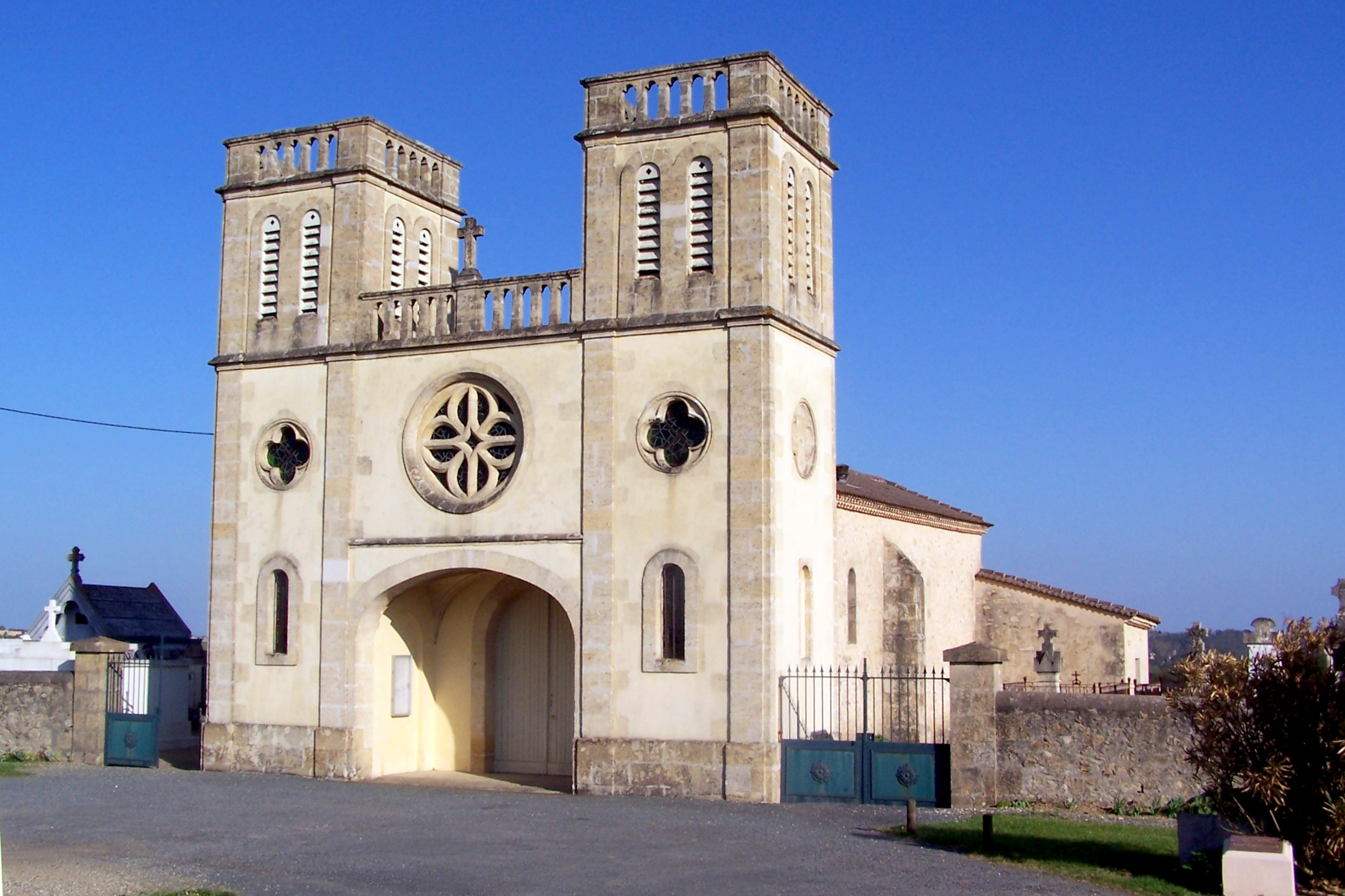
Kirche Saint-Martin
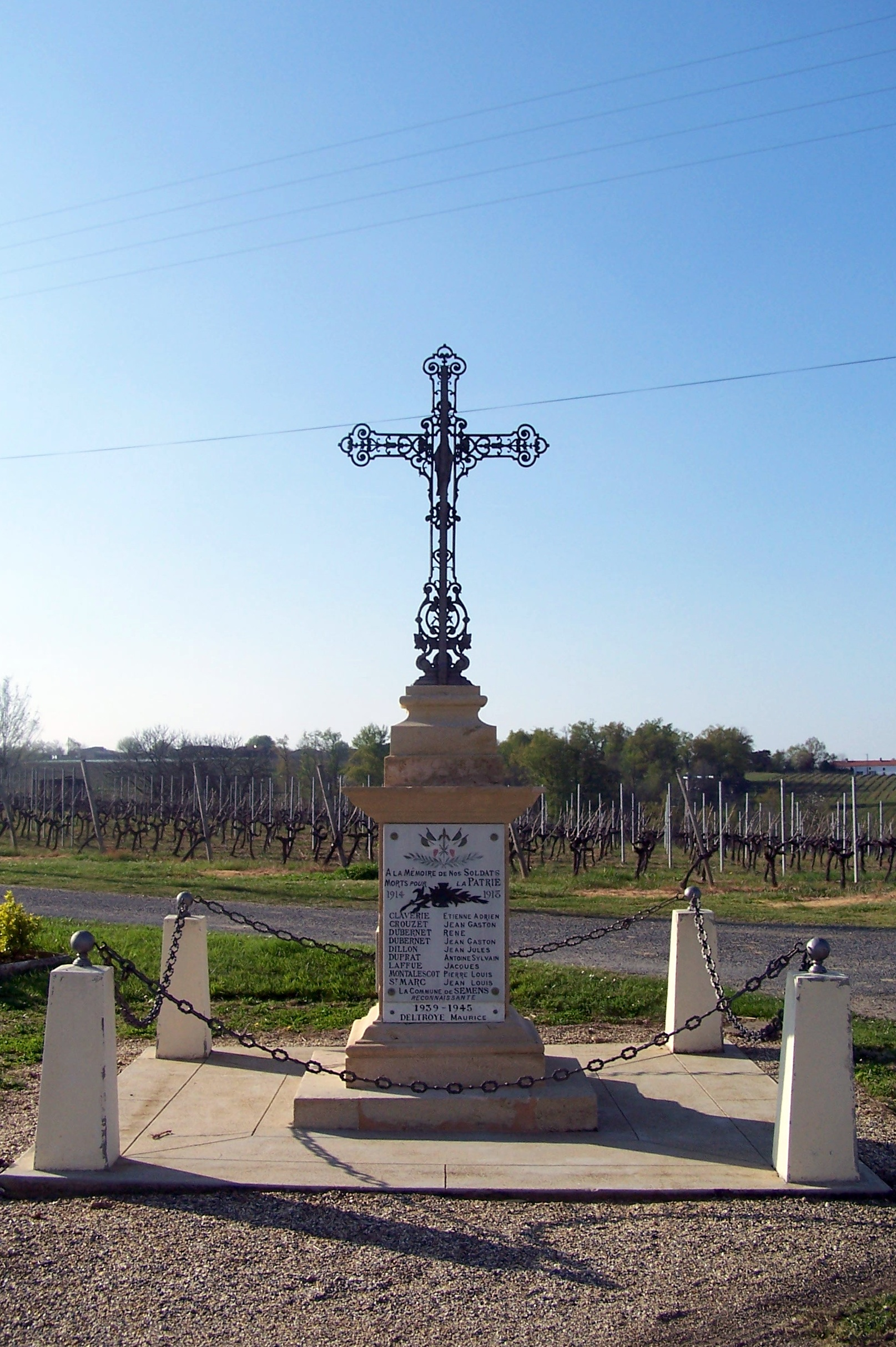
Gefallenendenkmal

## Persönlichkeiten
- Jean Massieu (1772–1846), Taubstummenlehrer